# Cayubaba
Das Cayubaba ist eine indigene Sprache, die im bolivianischen Departamento Beni gesprochen wird oder wurde. Die meisten Angehörigen der Ethnie leben östlich des Río Mamoré und nördlich von Santa Ana del Yacuma. In der Volkszählung von 2012 gaben 2203 Personen an, der Ethnie der Cayubaba anzugehören. Das Cayubaba ist eine isolierte Sprache.

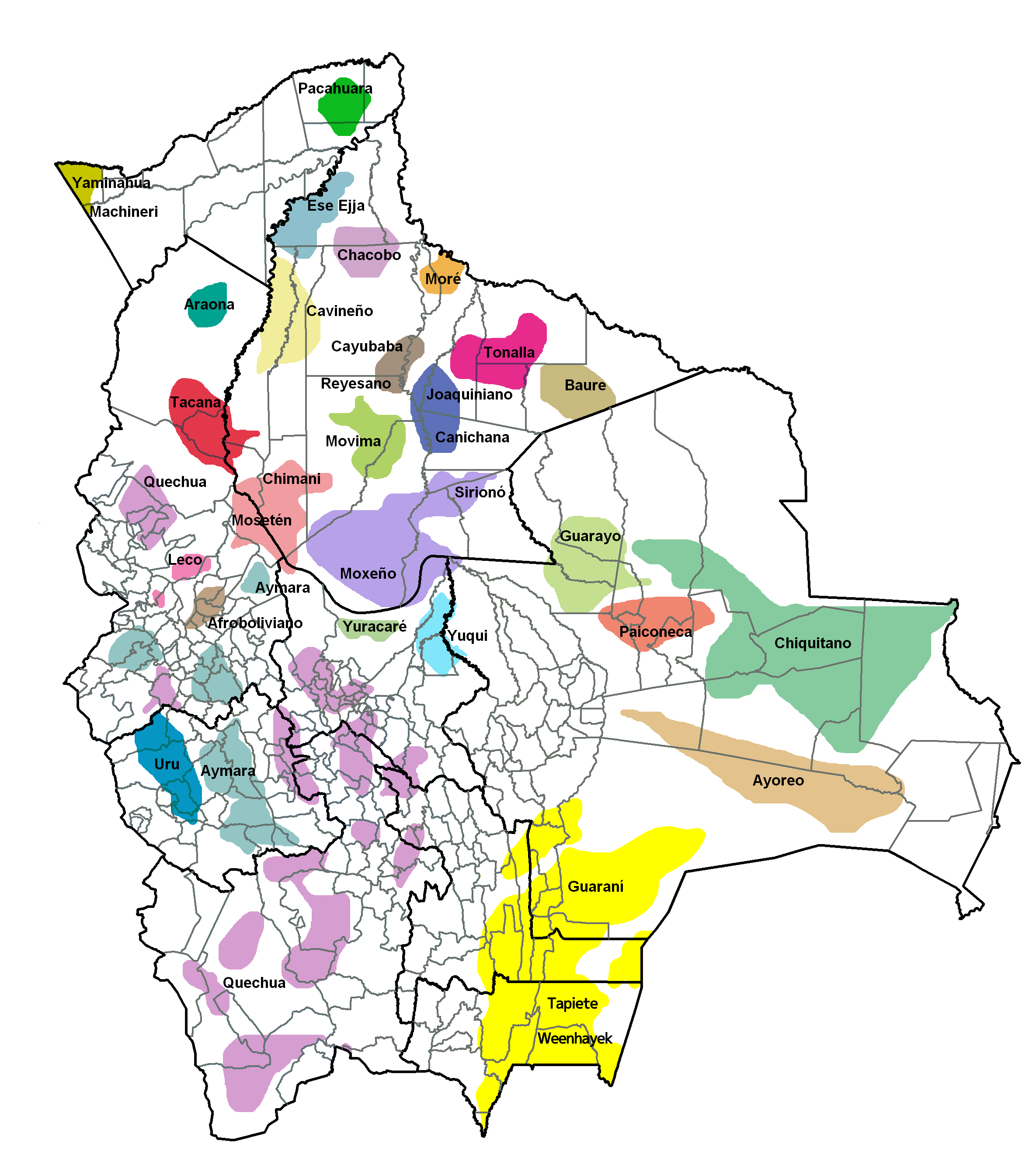

Die bolivianische Verfassung von 2009 erkennt das Cayubaba als eine offizielle indigene Sprache an.

## Aktuelle Situation
Das von den Cayubaba bewohnte Gebiet gehört zur Moxos-Ebene. Die meisten Angehörigen der Gruppe leben im Municipio Exaltación im Departamento Beni. In einigen Ortschaften leben sie gemeinsam mit Angehörigen der Movima und Chácobo. Ihr Siedlungsgebiet ist verhältnismäßig entlegen und Landverbindungen zur Außenwelt sind nur in der Trockenzeit nutzbar.
Die Cayubaba leben vorwiegend von traditioneller Landwirtschaft; sie bauen Reis, Maniok, Bananen, Zuckerrohr und andere Früchte an und betreiben Viehzucht.
Schon vor mehreren Generationen hörten die Cayubaba auf, ihre Sprache an die nachwachsenden Generationen weiterzugeben. Feldforschungen in den Jahren 1956 bis 1962 ergaben, dass es damals bereits nur noch wenige kompetente Sprecher gab. Das Cayubaba muss daher heute als ausgestorben oder nahezu ausgestorben gelten.

## Geschichte der Ethnie
Der erste Kontakt mit der Ethnie fand im Jahr 1693 durch den Jesuitenmissionar Pater Augustín Zapata statt. Damals fand er sieben Siedlungen vor, von denen sechs etwa 1800 Einwohner hatten und eine über 2000. Im Jahr 1704 gründete Pater Antonio Garriga die Mission Exaltación de Santa Cruz. Exaltación wurde auf einem künstlichen Hügel aufgebaut und war von einem flachen Graben umgeben, der bis heute der Entwässerung während der Regenzeit dient. Später wurden im Gebiet der Cayubaba weitere Missionssiedlungen eingerichtet.
Als im Jahr 1909 der Geologe und Paläontologe Erland Nordenkiöld die Cayubaba besuchte, fand er nur noch etwa 100 Personen vor, die außer ihrer Sprache wenig von ihrer ursprünglichen Kultur bewahrt hatten und als Kleinbauern lebten.
Während des Kautschukbooms wurde in der gesamten Region intensiver Tabakanbau betrieben und Exaltación entwickelte sich zu einem florierenden Hafen. Um die Mitte des 20. Jahrhunderts dezimierte dann eine Masernepidemie die Bevölkerung der Kleinstadt und zahlreiche Cayubaba verließen die Region.

## Klassifikation
Crevels und Muysken (2009) gehen davon aus, dass nach dem jetzigen Forschungsstand das Cayubaba als isolierte Sprache betrachtet werden muss.

## Lautsystem (Phonologie)

### Fonología
Das Cayubaba kennt 17 konsonantische Phoneme (nach Crevels und Muysken, 2009, basierend auf Key 1961, 1962, 1967):
|                    | Bilabial | Bilabial | Alveolar | Alveolar    | Alveo-palatal | Alveo-palatal | Palatal | Palatal | Velar | Velar | Glotal | Glotal |
| Stimmhaft/stimmlos | -        | +        | -        | +           | -             | +             | -       | +       | -     | +     | -      | +      |
| Plosive            | p        | b        | t        | d           |               |               |         |         | k     |       |        |        |
| Affrikaten         |          |          |          |             | tʃ            | dʒ            |         |         |       |       |        |        |
| Frikative          |          | β        | s        |             | ʃ             |               |         |         |       |       | h      |        |
| Nasale             |          | m        |          | n           |               | ɲ             |         |         |       |       |        |        |
| Vibranten          |          |          |          | r [ɾ~ l~ d̥] |               |               |         |         |       |       |        |        |
| Halbvokale         |          | w        |          |             |               |               |         | j       |       |       |        |        |

Das Cayubaba verfügt über sechs vokalische Phoneme (nach Crevels und Muysken, 2009, basierend auf Key 1961):
|             | Vorne | Mitte | Hinten |
| geschlossen | i     |       | u      |
| halboffen   | e     |       | o      |
| offen       | æ     | a     |        |

## Enlaces externos
- Lenguas de Bolivia (Universidad Radboud de Nimega)
- Proyecto Idiomas en peligro de extinción - Cayuvava